# RV Андромеды
RV Андромеды (лат. RV Andromedae) — тройная звезда в созвездии Андромеды на расстоянии (вычисленном из значения параллакса) приблизительно 5260 световых лет (около 1613 парсеков) от Солнца. Видимая звёздная величина звезды — от +11,5m до +9m.

## Характеристики
Первый компонент (TYC 3289-2502-1) — красный гигант, пульсирующая полуправильная переменная звезда*'' типа SRA (SRA) спектрального класса M4e, или M5. Масса — около 1,064 солнечной, радиус — около 248,34 солнечных, светимость — около 905,405 солнечных. Эффективная температура — около 3499 K.
Второй компонент — красный карлик спектрального класса M. Масса — около 217,56 юпитерианских (0,2077 солнечной). Удалён на 1,527 а.е..
Третий компонент (TYC 3289-2502-2) удалён на 0,5 угловой секунды.